# Friedrich Schwally
Friedrich Zacharias Schwally (* 10. August 1863 in Butzbach; † 5. Februar 1919 in Königsberg i. Pr.) war ein deutscher Orientalist.

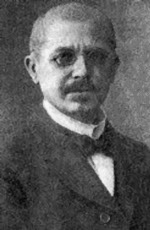
Friedrich Schwally

## Leben
Nach Schulbesuch in Butzbach und dem frühen Unfalltod seines Vaters, den er als Sechsjähriger erleben musste, legte Friedrich Schwally 1883 die Reifeprüfung am Ludwig-Georgs-Gymnasium in Darmstadt ab, an dem er später nach 1889 erworbener Lehrbefähigung für Religion, Hebräisch und Deutsch auch kurze Zeit als Hilfslehrer tätig war. Zunächst studierte Schwally an der Ludwigsuniversität in Gießen Theologie und Orientalistik und promovierte dort 1888 nach einem Studienaufenthalt in Straßburg bei Theodor Nöldeke mit einem alttestamentlichen Thema zum Dr. phil. Er war beeinflusst von Bernhard Stade, bei dem er 1892 zum Lic. theol. promoviert wurde. Seine alttestamentliche Habilitationsschrift wurde 1892 in Halle/Saale abgelehnt, weil er mit seinen Schlussfolgerungen dem damaligen Zeitgeist widersprach. Er wandte sich daraufhin mehr der Orientalistik zu und habilitierte 1893 in Straßburg im Fach „Semitische Sprachen“.
Dort begann er auch seine universitäre Laufbahn als Privatdozent, bis er auf ein Extraordinat für Semitische Sprachen 1901 nach Gießen zurückging. Nach Ablehnung eines Rufs nach Indien wurde seine Professur 1908 in ein etatmäßiges Ordinariat umgewandelt. Er blieb an dieser Wirkungsstätte, bis er 1914 einen Ruf nach Königsberg annahm, wo er 1919 starb.
Er unternahm mehrere Forschungsreisen ins Ausland, so unter anderem nach Paris, London, Leiden. Längere Zeit lebte er in Kairo und der Türkei, um Sitten und Gebräuche zu studieren. Er pflegte Kontakt zu seinen Fachkollegen im In- und Ausland. Mit dem Orientalist Heinrich Zimmern war er verschwägert. Vom Charakter her war er ein anspruchsloser, geradliniger, der Wahrheit verpflichteter Mensch, der in seiner Freizeit gerne Wanderungen unternahm und sich dabei unter die Leute mischte, um deren Leben und Sprache zu studieren.
Schwally ist am meisten durch die von ihm 1909 und 1919 vorgenommene völlige Neubearbeitung Theodor Nöldekes Geschichte des Qorans bekannt geworden. Die zeitlose Bedeutung dieses Werkes wird unter anderem dadurch deutlich, dass im Jahre 2008 der sechste Neudruck erschien.
Sein Buch Der heilige Krieg im alten Israel war die erste größere Abhandlung, die sich ausschließlich diesem Thema widmete.

## Ehrungen
Schwally erhielt 1913 den Roten Adlerorden 4. Klasse von Kaiser Wilhelm II. verliehen.

## Veröffentlichungen (Auswahl)
- Die Reden des Buches Jeremia gegen die Heiden. Wilhelm Keller, Gießen 1888.
- Das Leben nach dem Tod nach den Vorstellungen des Alten Israel und des Judentums einschließlich des Volksglaubens im Zeitalter Christi: eine biblische Untersuchung. Ricker, Gießen 1892.
- Idioticon des Christlich Palästinischen Aramäisch. Ricker, Gießen 1893.
- (Hrsg.) Die Kultur des Islam im Mittelalter. In: Friedrich von Hellwald: Kulturgeschichte in ihrer natürlichen Entwicklung bis zur Gegenwart. Bd. 3: Kulturgeschichte des Mittelalters. 4. Auflage. P. Friesenhahn, Leipzig 1897, S. 235–352 (Digitalisat).
- Ibraham ibn Muhammed el-Baihaqi Kitab el Mahdsin val Masdwi. Leipzig 1899–1902.
- Semitische Kriegsaltertümer. Der heilige Krieg im alten Israel. Weicher, Leipzig 1901.
- (Hrsg.) Kitab al-mahasin vai-masavi. Herausgegeben mit Unterstützung der königl. Preussischen Akademie der Wissenschaften. Ricker, Gießen 1902.
- (Beiträge) Bernhard Stade: The books of Kings. Critical edition of the Hebrew text, Hinrichs, Leipzig 1904.
- (Beiträge) Biographien Muhammeds, seiner Gefährten und der späteren Träger des Islams. Brill, Leiden 1905–1940.
- Die biblischen Schöpfungsberichte. B. G. Teubner, Leipzig 1906.
- (Bearbeiter) Theodor Nöldeke: Geschichte des Qorans. 2. Auflage. Teil 1: Über den Ursprung des Qorans. Weicher, Leipzig 1909.
- Beiträge zur Kenntnis des Lebens der Mohammedanischen Städter, Fellachen und Beduinen im heutigen Ägypten. Heidelberg 1912.
- Der heilige Krieg des Islam in religionsgeschichtlicher und staatsrechtlicher Beleuchtung. In: Internationale Monatsschrift für Wissenschaft, Kunst und Technik. Bd. 10, 1916, S. 688–713.
- (Bearbeiter) Theodor Nöldeke: Geschichte des Qorans. 2. Auflage. Teil 2: Die Sammlung des Qorans. Weicher, Leipzig 1919.